# 学習院女子大学の人物一覧
学習院女子大学の人物一覧（がくしゅういんじょしだいがくのじんぶついちらん）は、学習院女子大学および学習院女子短期大学に関係する人物の一覧記事。

## 大学関係者

### 歴代院長
学習院大学の人物一覧#歴代院長を参照。

## 著名人

### 教職員
- 石澤靖治学長・教授
- 今橋理子
- 伊藤由紀子
- 根占献一
- 徳田和夫
- 阿部誠
- 神田典城
- 清水敏男
- 池坊専好（池坊由紀）（客員教授）
- 千宗室（元客員教授）

## 出身者

### 皇室関係

#### 現皇室
- 正仁親王妃華子 - 皇族
- （三笠宮）瑶子女王 - 皇族
- （高円宮）承子女王 - 皇族（中退）

#### 元皇族
- 池田厚子（順宮厚子内親王） - 元皇族・昭和天皇第4皇女・伊勢神宮祭主

#### 外国皇族
- 福永嫮生 - 旧満洲国皇族・愛新覚羅溥傑の次女

### 政治
- 岡下信子 - 政治家 元自民党衆議院議員　大阪府第17区選出

### 経済
- 鈴木その子 - 料理研究家・美容研究家・SONOKO（旧・トキノ）創業者

### 文化

#### 文芸
- 犬養智子 - 作家・評論家・フリージャーナリスト
- 津村節子 - 作家、日本文藝家協会理事、吉村昭の妻
- 松田美智子 - 作家、松田優作の元妻
- 大島さくら子 - 著作家、英会話講師、語学学習コーチ／コンサルタント、通訳

#### 芸能
- 市川靖子 - 女優
- 岩崎ひろみ - 女優
- 又紀仁美 - シンガーソングライター
- chay - シンガーソングライター
- 松本美奈子 - 女優
- 松本香苗 - 歌手
- 安藤サクラ - 女優
- 百瀬りえ - グラビアアイドル

### マスコミ
- あかはゆき - 司会者、短期大学卒業
- 小穴薫 - フリーアナウンサー、短期大学卒業
- 梅田陽子 - フリーアナウンサー、1999年度ミス学習院女子大学
- 廣瀬雅子 - 元テレビ朝日アナウンサー、短期大学卒業
- 一柳亜矢子 - NHKアナウンサー
- 三ツ木麻喜 - フリーアナウンサー、元静岡朝日テレビアナウンサー、1998年度ミス学習院女子大学
- 中野涼子 - 元アナウンサー（四国放送→千葉テレビ放送→北海道文化放送）
- 栗本祐子 - フリーアナウンサー、2002年度ミス学習院女子大学
- 栗山麗美 - フリーアナウンサー、元北海道文化放送アナウンサー
- 上杉桜子 - フリーアナウンサー、元岡山放送アナウンサー、2007年度ミス学習院女子大学
- 大重麻衣 - 広島ホームテレビアナウンサー、2012年度ミス学習院女子大学
- 菊地真衣 - LuckyFM茨城放送アナウンサー
- 二本木美唯貴 - テレビ神奈川記者、元鹿児島読売テレビアナウンサー

### スポーツ
- 八十岡恵美 - 女子ボートレーサー